# (18365) Shimomoto
(18365) Shimomoto (1990 WN5) – planetoida z pasa głównego asteroid okrążająca Słońce w ciągu 5,24 lat w średniej odległości 3,02 j.a. Odkryta 17 listopada 1990 roku.